# Rothenbuch
Rothenbuch est une commune allemande de Bavière, située dans l'arrondissement d'Aschaffenbourg et le district de Basse-Franconie.

## Géographie

Situation de Rothenbuch dans l'arrondissement d'Aschaffenbourg

Rothenbuch est située dans le massif du Spessart, à la limite avec l'arrondissement de Main-Spessart, à 25 km à l'est d'Aschaffenbourg. Le village se trouve au cœur des plus vastes forêts de feuillus d'Allemagne, parmi plusieurs zones non-incorporées (Gemeindefreie Gebiete). La commune est constituée du village de Rothenbuch et du hameau de Lichtenau.
Communes limitrophes (en commençant par le nord et dans le sens des aiguilles d'une montre) : Neustadt am Main et Weibersbrunn.

## Histoire
La première mention écrite du village de Rothenbuch date de 1318 dans un contrat portant sur des questions de sécurité entre l'archevêque de Mayence Pierre d'Aspelt et Gottfried III de Hohenlohe, évêque de Wurtzbourg.
En 1342, un château est construit sur la source de l'Hafenlohr. Il est détruit lors de la Guerre des Paysans en 1525 puis reconstruit à partir de 1566 dans le style Renaissance. Il est de nos jours utilisé comme centre de séminaire.

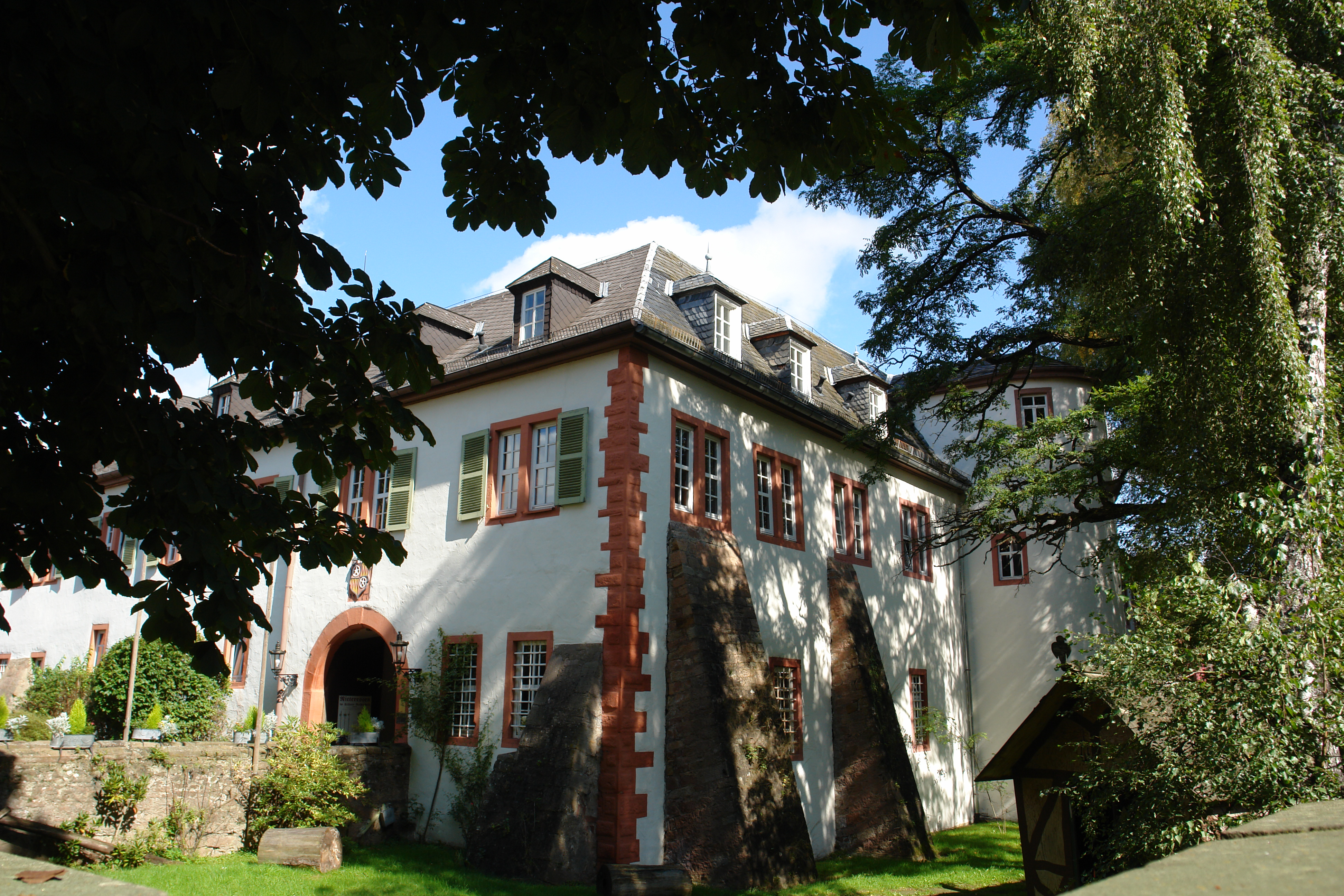
le château de Rothenbuch

Faisant partie de l'Électorat de Mayence, Rothenbuch rejoint la principauté d'Aschaffenbourg en 1803 et le royaume de Bavière en 1814. Le village devient alors le siège d'un tribunal de grande instance. En 1879, le tribunal est dissous et Rothenbuch rejoint l'arrondissement de Lohr am Main jusqu'à la disparition de ce dernier en 1972. La commune est alors intégrée à l'arrondissement d'Aschaffenbourg.
De 1977 à 1993, elle fait partie d'une communauté d'administration créée avec les communes de Waldaschaff et Weibersbrunn.

## Démographie
| 1900 | 1910  | 1933  | 1939  | 1950  | 2003  | 2009  |
| ---- | ----- | ----- | ----- | ----- | ----- | ----- |
| 993  | 1 053 | 1 205 | 1 210 | 1 476 | 1 895 | 1 915 |